# 29 syntiä
29 syntiä (dal finlandese "29 nascite") è la prima raccolta del rapper finlandese Petri Nygård, pubblicato il 16 marzo 2011 dalla Open Records, un mese dopo aver pubblicato Kaikki tai ei mitään. Il sottotitolo è Kaikki vitun hitit ("tutte le hit del diavolo").

## Tracce

### CD 1
1. Selvä päivä (feat. Lord Est)
2. Sarvet esiin (feat. Mokoma)
3. Villi ja vitun vapaa
4. Jatkoille
5. Paska maailma
6. Herkku
7. Onko sulla pokkaa?
8. Kippis kulaus
9. Kotibileet (feat. Emel, Ozzy e Aajee)
10. Sanon suoraan
11. Mitävittuuvaan
12. Petri on paras
13. Kaikkee pitää olla
14. Seopetriii (feat. Emel e Aajee)

### CD 2
1. Vitun suomirokki
2. Kanava nolla (Antakaa mun olla)
3. Mee vittuun Petri
4. Rääväsuu
5. Työtön
6. Petri hallitsee liigaa
7. Mä oon se
8. Riimini rupiset
9. Mää runkkaan
10. Mediamafia
11. Hovinarrin paluu
12. Poliisi on kiva (feat. SinisetPunasetMiehet)
13. Setit kuntoon (feat. Henry Saari e Miikka Osmonds)
14. Pidetään hauskaa
15. Petri pelastaa joulun

## Classifica
| Classifica | Posizione massima |
| ---------- | ----------------- |
| Finlandia  | 20                |